# Primera Dama de Rusia
La Primera Dama de la Federación Rusa (en ruso: Первая леди Российской Федерации) es el título no oficial dado a la esposa del Presidente de Rusia. El puesto es altamente ceremonial. La posición de primera dama es actualmente vacante desde el divorcio del actual presidente, Vladímir Putin, y Liudmila Pútina.

## Primeras damas de Rusia
Esta es una lista de la era postsoviética primeras damas de la Federación Rusa.
| N.º | Imagen                                | Nombre                              | Edad                        | Matrimonio               | Periodo                                                | Duración       | Presidente                |
| --- | ------------------------------------- | ----------------------------------- | --------------------------- | ------------------------ | ------------------------------------------------------ | -------------- | ------------------------- |
| 1   |                                       | Naina Yeltsina (nacida Girina)      | Nacida: 14 de marzo de 1932 | 28 de septiembre de 1956 | 10 de julio de 1991 – 31 de diciembre de 1999          | 3096 días      | Borís Yeltsin             |
| 2   |                                       | Liudmila Pútina (nacida Shkrebneva) | Nacida: 6 de enero de 1958  | 28 de julio de 1983      | 31 de diciembre de 1999 – 7 de mayo de 2000 (interina) | 128 días       | Vladímir Putin (interino) |
| 2   | 7 de mayo de 2000 – 7 de mayo de 2008 | Liudmila Pútina (nacida Shkrebneva) | Nacida: 6 de enero de 1958  | 28 de julio de 1983      | 2922 días                                              | Vladímir Putin |                           |
| 3   |                                       | Svetlana Medvédeva (nacida Linnik)  | Nacida: 15 de marzo de 1965 | 24 de diciembre de 1993  | 7 de mayo de 2008 – 7 de mayo de 2012                  | 1461 días      | Dmitri Medvédev           |
| 4   |                                       | Liudmila Pútina (nacida Shkrebneva) | Nacida: 6 de enero de 1958  | 28 de julio de 1983      | 7 de mayo de 2012 – 6 de junio de 2013                 | 395 días       | Vladímir Putin            |
| –   | Vacante                               | Vacante                             | Vacante                     | Vacante                  | Desde el 6 de junio de 2013                            | 4303 días      | Vladímir Putin            |